# Židovský hřbitov v Turzovce
Židovský hřbitov v Turzovce se nachází jihovýchodně od města u cesty Pod Bukovinou. Byl zřízen místní židovskou obcí na sklonku 19. století, společně se školou a synagogou. Po druhé světové válce byly všechny tyto objekty zbourány a zničeny, náhrobní kameny byly rozkradené, zničené a hřbitov byl zavezen štěrkem. Dnes je zdevastovaný, zarostlý, místy až nepřístupný. Zůstalo z něho několik náhrobků a zbytky oplocení. Náhrobky nesou zřejmě známky úmyslného poškození.

## Galerie

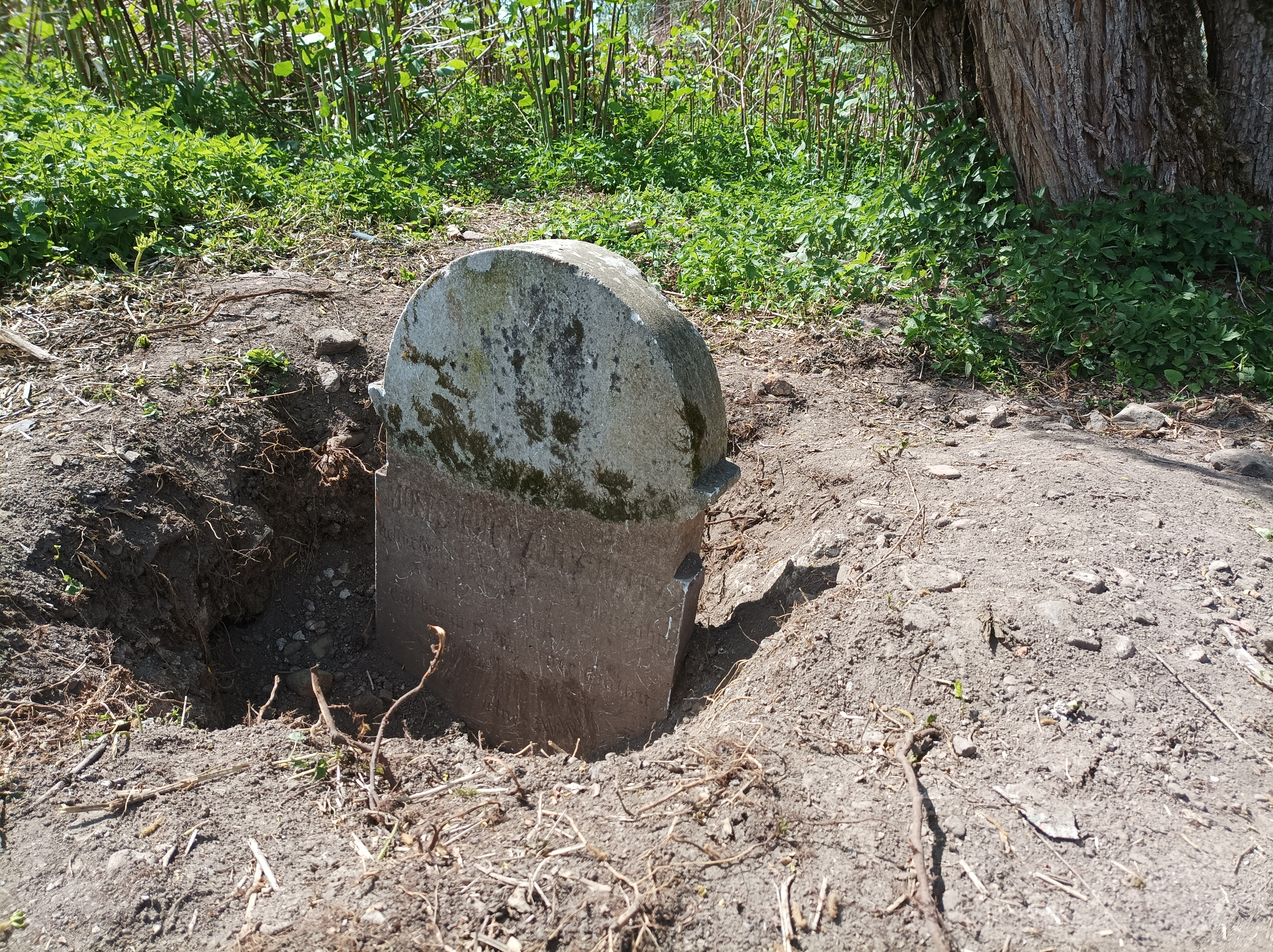
Částečně odkrytý náhrobek
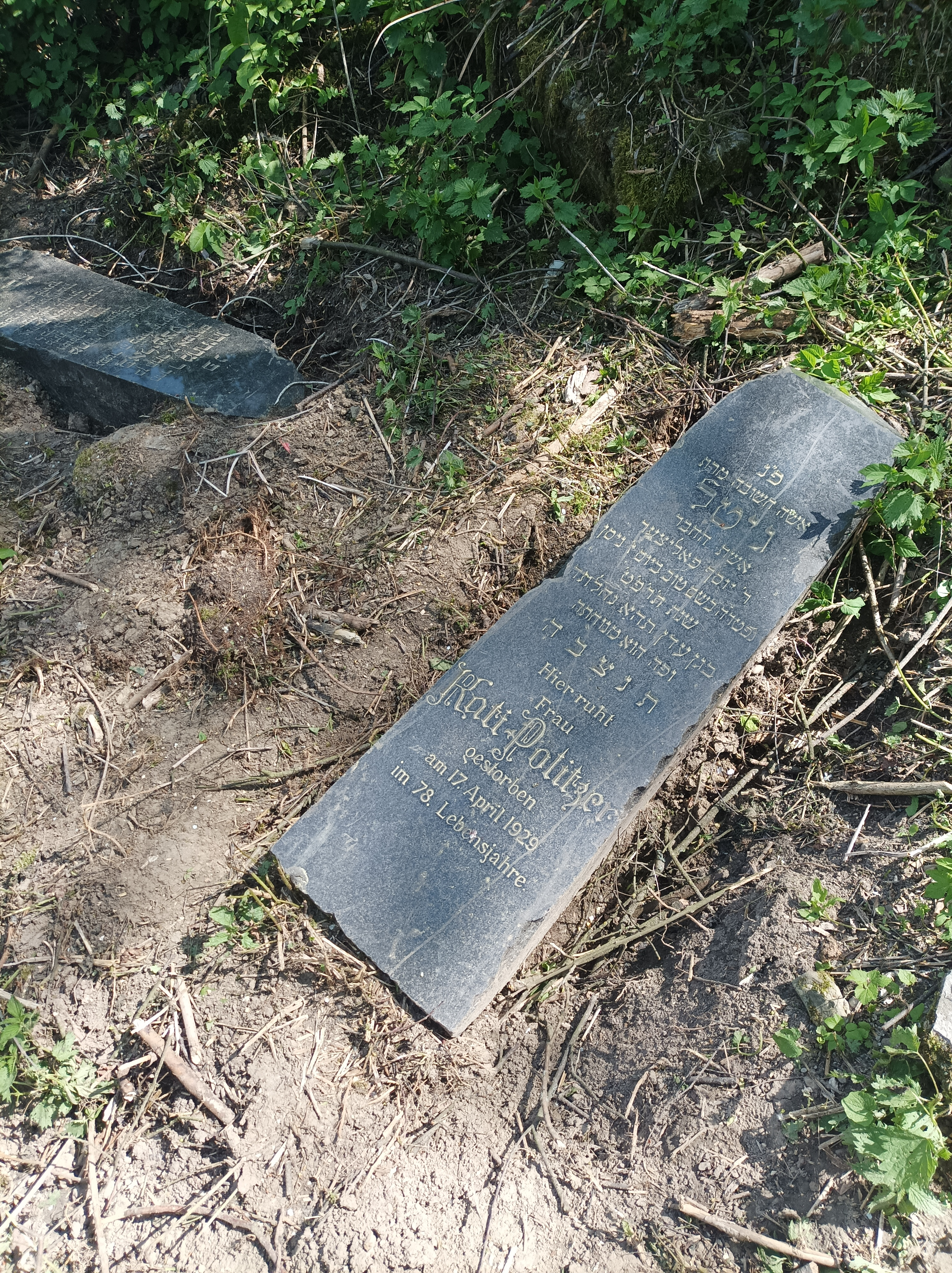
Povalený náhrobek
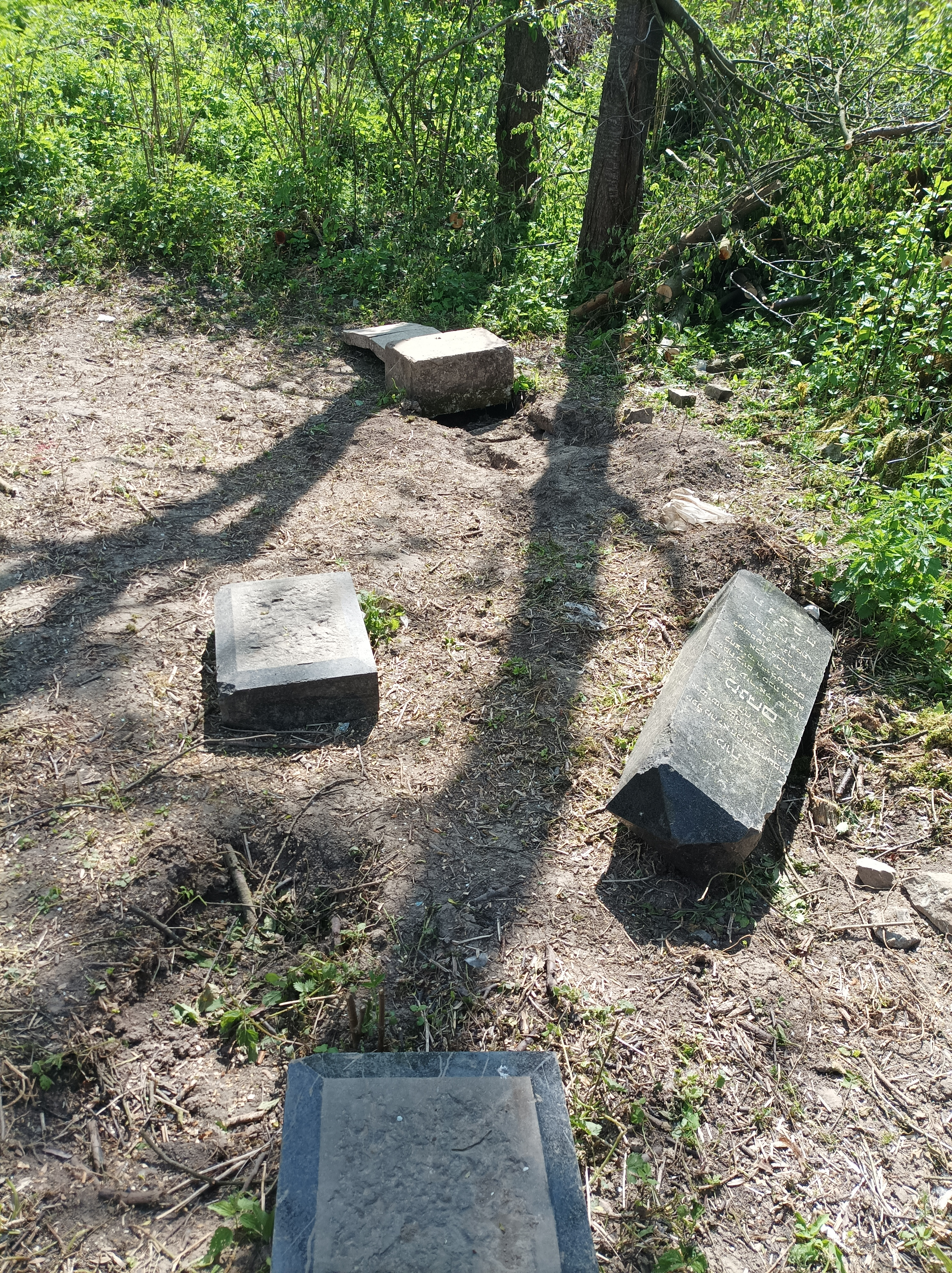
Poválené náhrobky
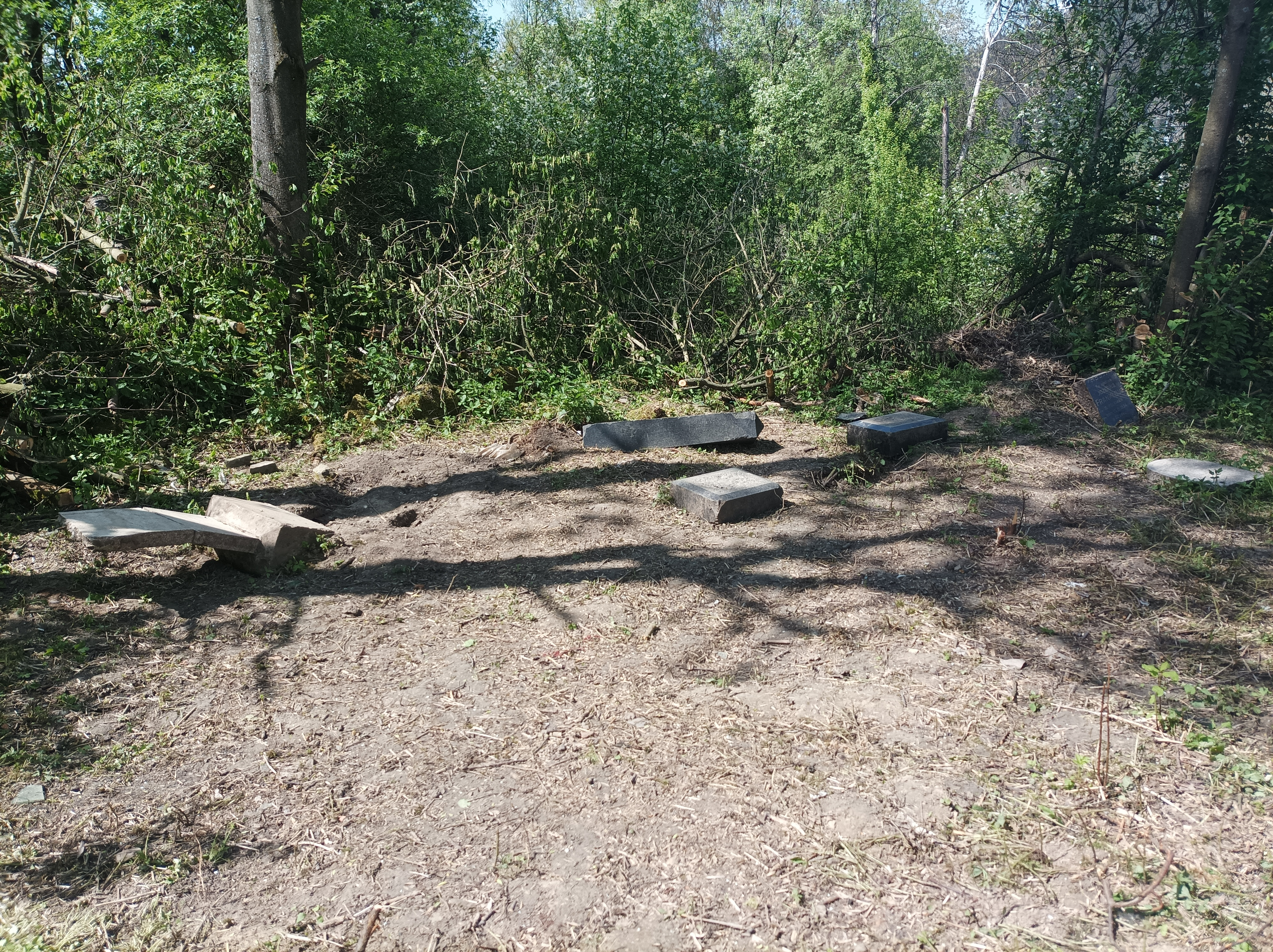
Poničené náhrobky
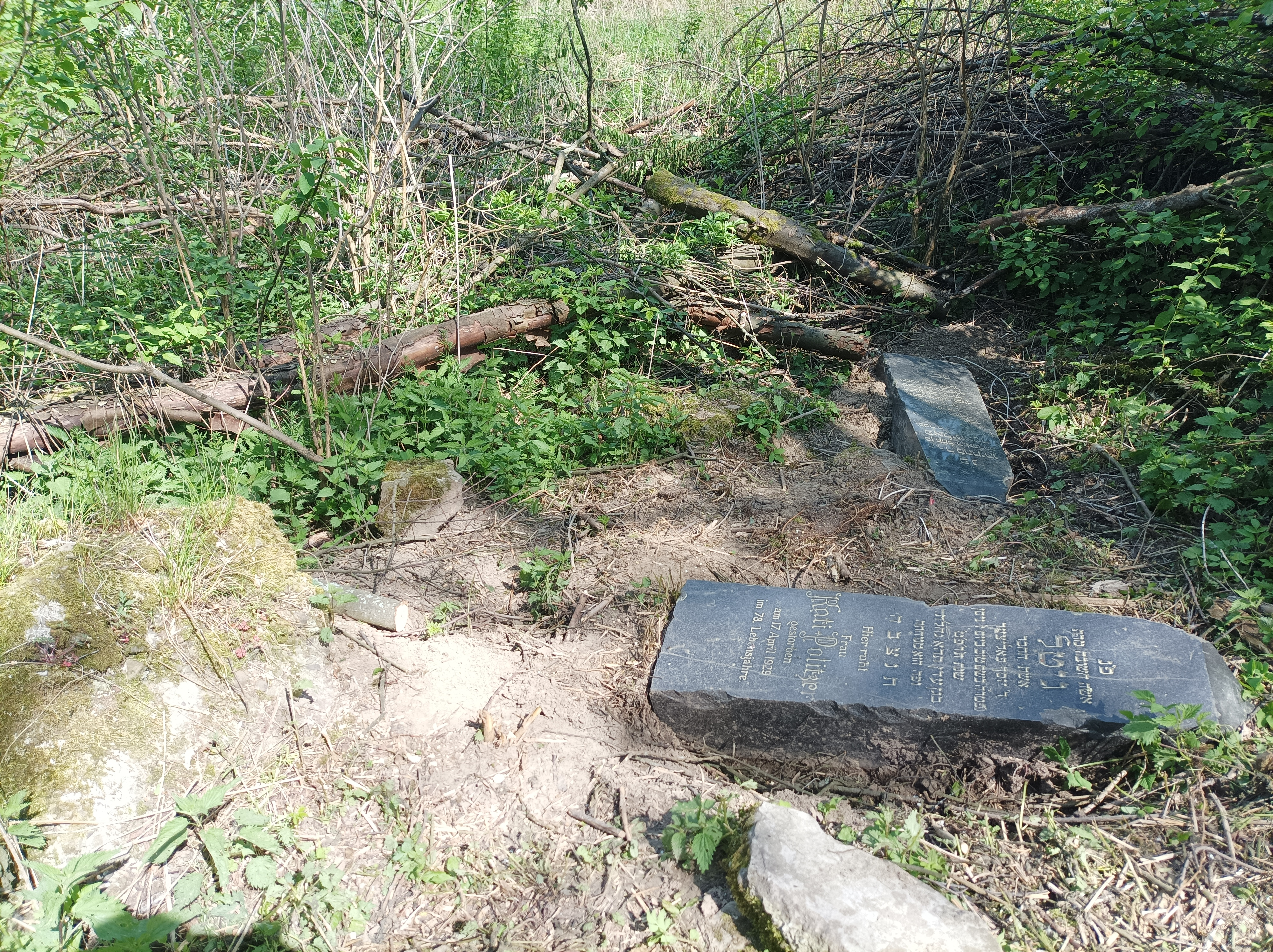
Poválené náhrobky
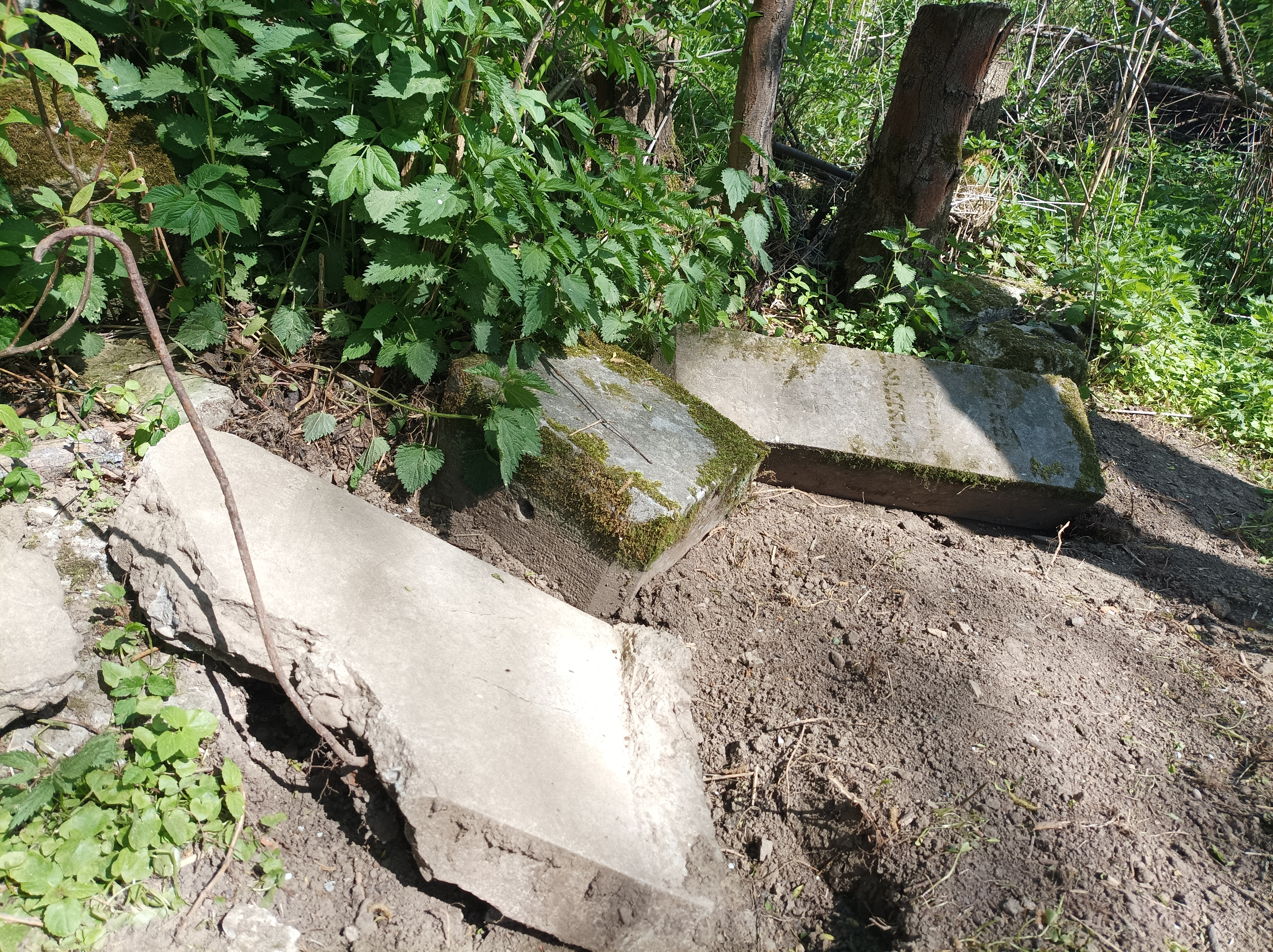
Poničené náhrobky
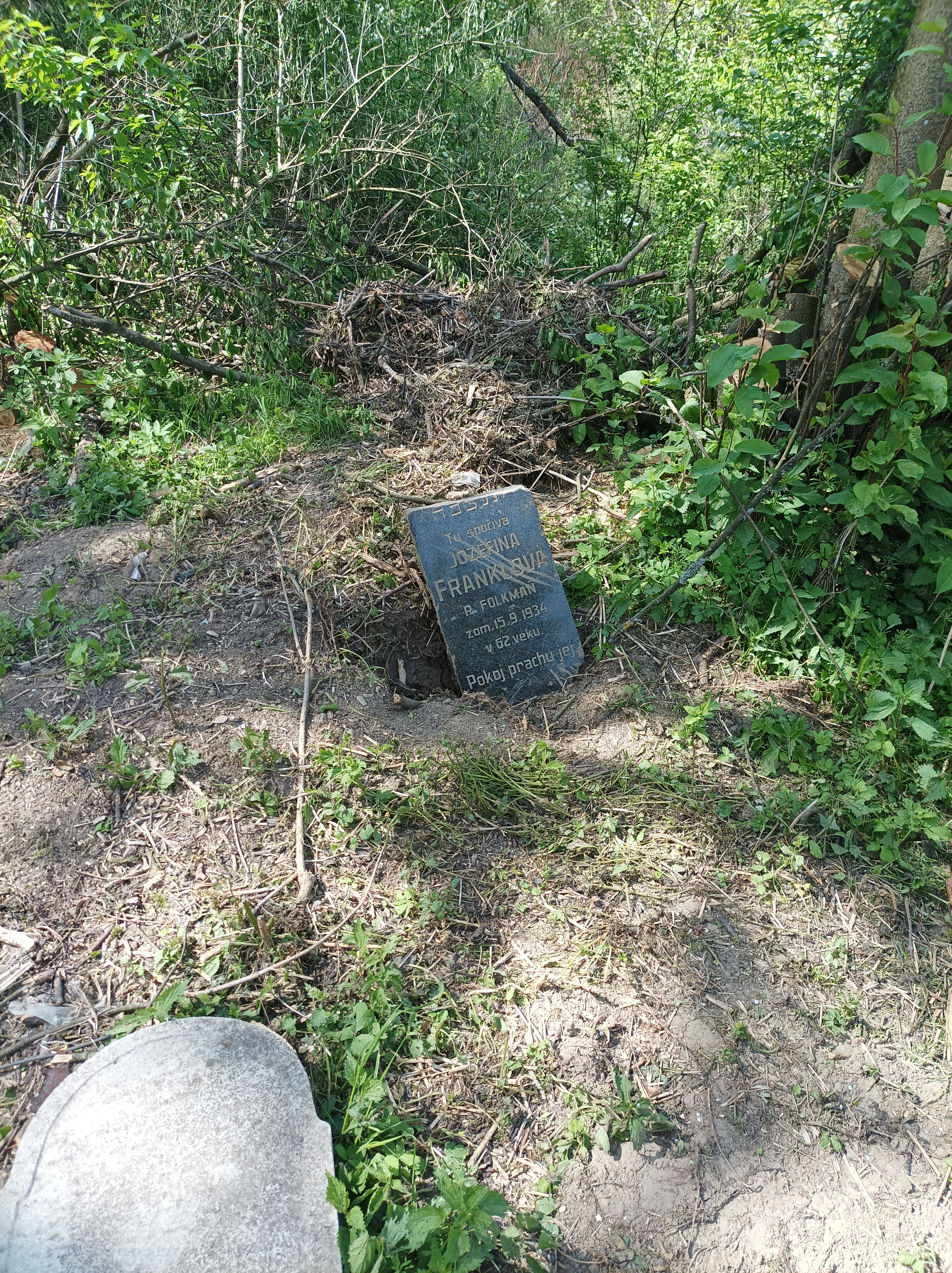
Částečně odkrytý náhrobek